# Casa Sager
La Casa Sager (Sagerska huset in svedese) è la residenza del primo ministro svedese. Situata nel quartiere di Norrmalm nel centro di Stoccolma, la capitale della Svezia, la residenza si affaccia sulla riva settentrionale del fiume Norrström.

## Storia
I primi documenti che attestano la presenza di un edificio nel sito risalgono agli anni 40 del XVII secolo. Nel 1880 la proprietà venne acquistata dai fratelli Sager i cui discendenti la possedettero fino al 1986.
Nel 1893 Robert Sager fece ristrutturare il palazzo, al quale venne aggiunto un piano mansardato. Fu in questa occasione che la facciata assunse i connotati in stile neobarocco e neorococò che ancora la contraddistinguono.
Nel 1988 l'edificio venne quindi comprato dallo Stato svedese che ne fece la residenza ufficiale del primo ministro; prima dell'acquisto, infatti, il capo del governo non aveva alcuna residenza ufficiale a Stoccolma. Dopo una grande ristrutturazione protrattasi dal 1990 al 1995 e costata 50 milioni di corone svedesi, il primo primo ministro ad abitare nella casa fu Göran Persson (1996-2006).